# Squiddi Tentacolo
Squiddi Tentacolo (Squidward Quincy Tentacles in inglese) è uno dei personaggi principali della serie animata di SpongeBob. È un polpo antropomorfo anche se nella serie viene spesso identificato erroneamente come un calamaro, sebbene abbia sei tentacoli. Vive in un antico monolite, simile ai moai dell'Isola di Pasqua, tra la casa di SpongeBob e quella di Patrick, al numero 122 di Conch Street; è sempre di cattivo umore. Per questo motivo è costantemente in contrasto con l'allegria di SpongeBob e Patrick. Il vero nome del personaggio sarebbe Squidward, mentre Squiddi è usato davvero occasionalmente e sporadicamente solo come vezzeggiativo o diminutivo in lingua originale in tutta la serie, ma nella versione italiana Squiddi viene comunque sempre usato come il nome di battesimo del personaggio e Squidward non viene menzionato mai una volta se non in forma scritta dalla versione originale, probabilmente questo è dovuto ad un errore di adattamento italiano rimasto nel tempo.

## Biografia del personaggio
Squiddi lavora svogliatamente come cassiere nel Krusty Krab insieme a SpongeBob e quasi sempre è scontroso con i clienti, e perciò viene rimproverato dal capo, Mr. Krab. È spesso infastidito dall'immaturità di SpongeBob e Patrick. Squiddi è inoltre anche molto irascibile, cinico, arrogante, testardo, serio, pessimista e melodrammatico. Le sue passioni sono suonare il clarinetto, danzare e dipingere, sebbene in queste arti non sia molto abile.
Benché il suo nome (Squidward Tentacles nell'originale inglese) implichi un riferimento al calamaro (squid) e sia munito di sei tentacoli - Stephen Hillenburg lo ha disegnato con soli sei tentacoli anziché otto per semplicità - Squiddi è stato creato come polpo antropomorfo.
Il suo arcinemico, sin dai tempi del liceo, è Squilliam Fancyson, identico a lui ma a differenza sua ha delle sopracciglia lunghe, veste in modo molto elegante e ha ottenuto la fama tanto agognata da Squiddi. Fa di tutto per irritare quest'ultimo, il quale riesce a sopportarlo ancora meno di SpongeBob. Tuttavia Squiddi riesce in alcune occasioni ad avere la meglio su di lui, il che in un episodio ha causato a Squilliam addirittura un infarto.
Sebbene nella maggior parte dei casi non sopporti SpongeBob, in più d'un'occasione ha dimostrato di volergli bene a suo modo e di essere molto affezionato alla spugna. Ad esempio, nella puntata Un paradiso per Squiddi, trasferitosi in una zona riservata a quelli della sua specie, comincia ad annoiarsi alla monotonia di tutti i giorni iniziando a comportarsi come SpongeBob, traendo divertimento dalle cose più banali. Nell'episodio della nona stagione SpongeBob cerca lavoro, quando Mr. Krab licenzia la spugna per risparmiare sul suo stipendio, Squiddi (inizialmente contento della cosa) a fine episodio lo salva da degli altri ristoratori che intendevano sfruttarlo, dimostrandosi molto abile nella lotta corpo a corpo. Nello stesso episodio, il polpo ha affermato che senza SpongeBob non intende lavorare, siccome l'odore dei Krabby Patty bruciati è ancora più insopportabile di lui.

## Concezione e sviluppo
Un abbozzo del personaggio era già presente all'interno del fumetto The Intertidal Zone che Stephen Hillenburg disegnò negli anni ottanta mentre faceva parte dell'Ocean Institute.
Il creatore ha concepito il personaggio come un polpo in quanto la grande testa della specie si adattava bene al fatto che Squiddi pensa di essere un intellettuale. Per facilitarne l'animazione Squiddi venne disegnato solo con sei arti invece di otto.
Hillenburg ha chiamato il personaggio Squidward, nell'edizione originale, in onore del calamaro, che è strettamente imparentato con il polpo e ha dieci arti, ma anche perché il nome Octoward non funzionava. Inizialmente si era pensato di dare come caratteristica quella di espellere inchiostro, e fare tutta una serie di battute su questo, ma quest'idea è stata accantonata.
Il suono dei passi di Squiddi, che evoca quello delle ventose, è stato prodotto utilizzando lo sfregamento di due borse dell'acqua calda.

### Doppiaggio
La voce di Squiddi è fornita dall'attore Rodger Bumpass, che dà la voce a molti altri personaggi di SpongeBob SquarePants, nonostante in origine il suo ruolo era stato affidato a Mr. Lawrence.In Italiano (abitualmente) è doppiato da Mario Scarabelli, ma in 2 episodi della quattordicesima stagione é doppiato da Claudio Moneta.In SpongeBob - Amici in fuga nella scena flashback a Kamp Koral in cui appare bambino è stato doppiato da Arturo Sorino.
Al 39esimo Daytime Emmy Award, nel 2012, Bumpass è stato candidato per la sua interpretazione vocale di Squiddi nella categoria Outstanding Performer in the Animated Program, diventando il primo membro del cast ad essere candidato in questa categoria, non vincendo.

## Accoglienza
Squiddi ha ricevuto un'accoglienza positiva da parte della critica e da parte dei fan. Tom Kenny, Pharrell Williams e il critico A. O. Scott hanno definito Squiddi come il loro personaggio preferito nello show.
Nonostante una buona accoglienza positiva, il personaggio venne elencato all'interno del 10 Worst TV Role Models of 2012 di Common Sense Media, criticato specialmente per via del suo carattere.

## Altri media
Squiddi appare nel merchandising della serie, inclusi giochi da tavolo, libri, peluche e carte collezionabili. Compare anche nei fumetti e nei videogiochi dedicati alla serie, insieme ai tre film SpongeBob - Il film, SpongeBob - Fuori dall'acqua e SpongeBob - Amici in fuga.
Nel musical del 2016 basato sul cartone animato, il personaggio è interpretato da Gavin Lee. Viene citato da Tony Stark quando incontra Fauce d'Ebano nel film Avengers: Infinity War.